# Alibaba Group
Alibaba Group Holding Limited (förenklad kinesiska: 阿里巴巴集团; traditionell kinesiska: 阿里巴巴集團; pinyin: Ālǐbābā Jítuán) är ett kinesiskt IT-konglomerat, som består av ett kluster av företag som arbetar med bland annat business to business online, sökmotorer för shopping och andra datatjänster. 
Alibaba börsintroducerades i september 2014 och noteringen var den största i sitt slag genom tiderna.
Förutom alibaba.com, som är en webbplats där man kan köpa varor direkt från tillverkare i Kina, så äger Alibaba Group även taobao.com som är en köp-och-sälj-sida lik ebay.com. Taobao är en av världens 20 mest besökta hemsidor. 
Aliexpress.com vänder sig till privatpersoner över hela världen för köp av varor direkt från återförsäljare i Kina.